# Accords de Lambermont
En Belgique, les accords de Lambermont font référence à trois accords politiques conclus entre 2000 et 2001 sur la poursuite de l'adaptation de la constitution fédérale. C'est la cinquième réforme de l'État depuis 1970. Le nom est dérivé de la rue de la résidence du Premier ministre de Belgique où les accords ont été conclus.
Les trois accords ont été conclus par les six partis de gouvernement (libéraux, socialistes et verts flamands et francophones) et la Volksunie. Au sein de ce dernier parti, cependant, une opposition aux accords s'est manifestée et la moitié du groupe parlementaire a refusé d'approuver les projets de loi. Pour l'approbation, le gouvernement Verhofstadt I a recherché et trouvé le soutien du PSC, en échange de la promesse d'argent supplémentaire pour l'enseignement privé (catholique) de la Communauté française et de la promesse que la Belgique se conformerait à la Convention-cadre pour la protection des minorités nationales du Conseil de l'Europe.

## Accords

### Accord d'Hermès
L'accord Hermès du 5 avril 2000 a considérablement élargi la compétence des régions en matière de politique agricole et de commerce extérieur et a promis la suppression de l'Office belge du commerce extérieur (BDBH).

### Accord du Lambermont
L'accord du Lambermont du 16 octobre 2000 :
- A transféré le pouvoir d'organisation et de fonctionnement de l'administration locale aux régions (loi municipale, loi provinciale, loi électorale communale et provinciale, fabriques d'église, agglomérations et fédérations à l'exception de la police et des pompiers). Selon l'accord, les Régions flamande et wallonne ne peuvent déroger aux concessions légales accordées aux résidents de langue étrangère dans leurs communes à facilités lors de l'exercice de cette compétence. Ils ne sont pas non plus autorisés à modifier les frontières des Communes à facilités de la périphérie bruxelloise autour de Bruxelles et des Fourons et Comines-Warneton respectivement. La Région de Bruxelles-Capitale doit respecter le bilinguisme de la région et les garanties qu'y ont les Flamands.
- Augmenté la dotation annuelle que les communautés reçoivent de l'État et élargi les compétences fiscales des régions. L'extension de l'autonomie fiscale signifie que les régions ont pleine compétence pour onze impôts, dont les redevances de télévision et de radio, l'impôt sur les successions, le précompte immobilier, les droits d'immatriculation, la taxe de circulation, la taxe d'immatriculation des véhicules (BIV) et l'Eurovignette. En outre, dans certaines limites, ils peuvent autoriser une réduction de l'impôt sur le revenu des personnes physiques, prélever un centime additionnel ou, conformément à leurs attributions, introduire une réduction ou une augmentation d'impôt. L'administration fiscale flamande a été créée à la suite de cela.
- Ont également décidé qu'à partir du 1er janvier 2004, des « parties » de la coopération au développement correspondant à leur compétence seraient transférées aux régions et aux communautés.

### Accord de la Saint-Polycarpe ou de Bruxelles
L'accord de la Saint-Polycarpe ou de Bruxelles du 28 avril 2001, :
- Fait passer le nombre de sièges au Conseil de Bruxelles-Capitale de 75 à 89. Parmi ceux-ci, 17 sont destinés aux Flamands (le groupe linguistique néerlandais), qui n'ont obtenu que 11 sièges sur 75 depuis les élections de 1999.
- Stipule que les six représentants des Flamands bruxellois au Parlement flamand, qui y étaient auparavant délégués région bruxelloise, seraient élus au suffrage direct à partir de 2004.
- Prévu des mesures pour empêcher le Vlaams Blok de paralyser le fonctionnement de la région bruxelloise par une position majoritaire ou dominante dans le groupe linguistique néerlandais, et apporté un soutien financier aux communes de la région bruxelloise qui désignent un échevin flamand ou un président du CPAS.

## Loi
L'Accord de Lambermont a été mis en œuvre dans deux lois spéciales du 13 juillet 2001, à savoir :
- La loi spéciale du 13 juillet 2001 transférant diverses compétences aux régions et aux communautés ;
- La loi spéciale du 13 juillet 2001 refinançant les collectivités et étendant les compétences fiscales des régions[3].

Par ailleurs, un certain nombre de lois ordinaires ont également été votées concernant la Région de Bruxelles-Capitale et la Communauté germanophone et divers accords de coopération entre le gouvernement fédéral et les régions ou entre les régions elles-mêmes. La plupart des dispositions légales sont entrées en vigueur le 1er janvier 2002.

## Conséquences politiques
Outre la législation et le financement proprement dit, les accords de Lambermont ont également eu des conséquences politiques. Le CVP de l'époque s'est senti complètement surpris et trahi par le PSC (maintenant CD&V et cdH, respectivement), ce qui a conduit le CD&V à suivre un cours plus flamand. Les accords de Lambermont ont été à l'origine de la désintégration de la Volksunie, qui a finalement conduit à la création de la N-VA. Comme toutes les réformes de l'État précédentes, cette réforme de l'État n'était pas complète et contenait toutes les causes d'une réforme de l'État ultérieure.